# Figueira da Foz
Pour les articles homonymes, voir Figueira et Foz.
Figueira da Foz est une ville (portugais : cidade) et une municipalité (en portugais : concelho ou município) du Portugal, située dans le district de Coimbra et la région Centre.

## Géographie
Adossée à la serra da Boa Viagem, Figueira da Foz, située à l'embouchure de la rivière Mondego, à 41 km à l'ouest de Coimbra, est limitrophe :
- au nord, de Cantanhede ;
- à l'est, de Montemor-o-Velho et Soure ;
- au sud, de Pombal.

La municipalité dispose en outre d'une façade maritime, à l'ouest, sur l'océan Atlantique, qui lui assure une certaine renommée grâce à sa grande plage de sable fin : la praia da Claridade, sur laquelle s'est tenu le Mundialito (tournoi international de football de plage) de 1997 à 2004, ainsi qu'un concours annuel de bikinis ouvert à tous.

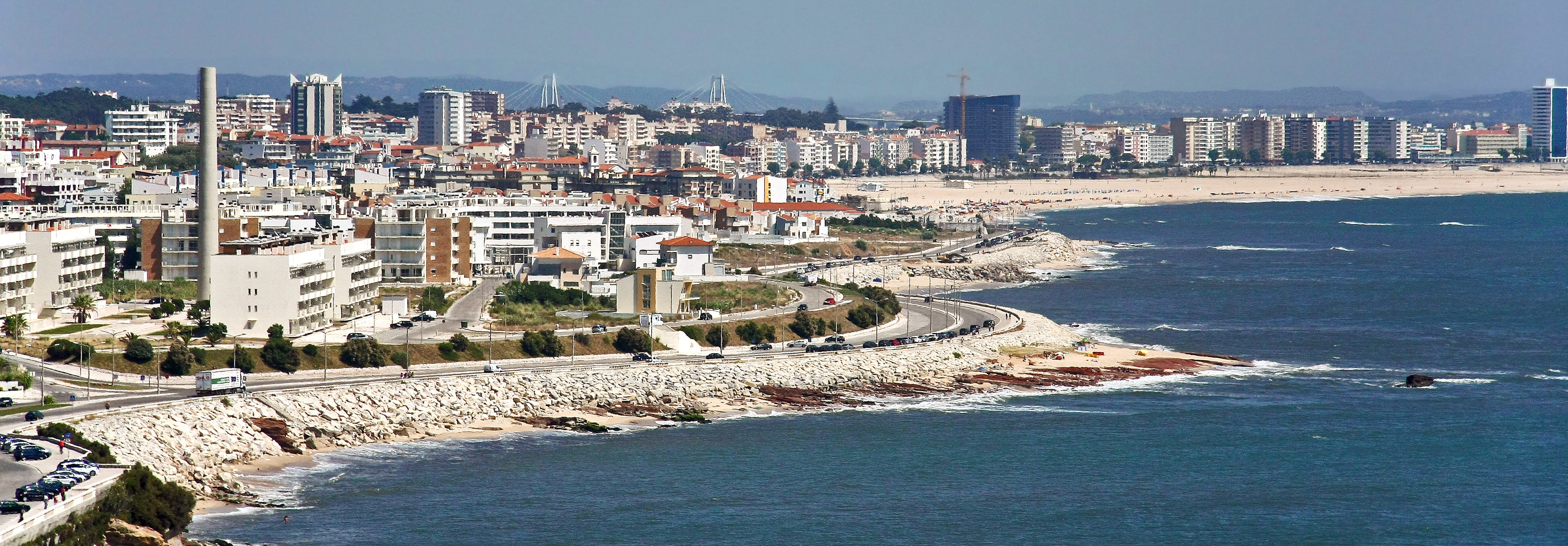
Figueira da Foz et sa plage.

## Économie
La ville, bâtie au XIXe siècle, vit surtout de son port de pêche (sardine et morue) et de l'activité de ses chantiers navals. Un quartier moderne, édifié à l'ouest, concentre son animation touristique. C'est une des stations balnéaires les plus fréquentées du Portugal.
Un aéroport, l'aéroport international de la Côte d'Argent a un temps été prévu à Figueira da Foz, avec une ouverture en 1993, mais le projet a été finalement abandonné.

## Démographie
| 1801   | 1849  | 1900   | 1930   | 1960   | 1981   | 1991   | 2001   | 2004   |
| ------ | ----- | ------ | ------ | ------ | ------ | ------ | ------ | ------ |
| 10 281 | 8 021 | 43 032 | 49 590 | 57 631 | 58 559 | 61 555 | 62 601 | 63 144 |

| 2011   | - | - | - | - | - | - | - | - |
| ------ | - | - | - | - | - | - | - | - |
| 62 125 | - | - | - | - | - | - | - | - |

## Subdivisions

Carte des paroisses de Figueira da Foz.

Depuis la loi no 11-A/2013 du 28 janvier 2013, portant réorganisation administrative du territoire des freguesias, la municipalité de Figueira da Foz est subdivisée en 14 paroisses (freguesia en portugais) contre 18 auparavant :
- Alhadas
- Alqueidão
- Bom Sucesso
- Buarcos e São Julião
- Ferreira-a-Nova
- Lavos
- Maiorca
- Marinha das Ondas
- Moinhos da Gândara
- Paião
- Quiaios
- São Pedro
- Tavarede
- Vila Verde

Les paroisses de Borda do Campo, Brenha, Buarcos, São Julião da Figueira da Foz et Santana disparaissent alors.

## Sports
Le principal club de football de Figueira da Foz est Naval qui évolue en Liga Orangina (2e division).
Depuis 2023, la ville fait office de départ et d'arrivée de la course cycliste Figueira Champions Classic.

## Jumelages
Gradignan (France) depuis 1992
Nogent-sur-Marne (Val de Marne) depuis le 4 et 5 mars 2017

## Culture
- Festival international de cinéma de Figueira da Foz (1972-2002)

## Personnalités liées
- José Bento Pessoa (1874-1954), cycliste portugais ;
- Carlos Galvão de Melo (1921-2008), militaire et homme politique portugais ;
- Carlos Saboga (1936-), scénariste et réalisateur portugais ;
- João César Monteiro (1939-2003), réalisateur portugais ;
- Afonso Cruz (1971-), romancier, réalisateur, musicien, illustrateur portugais ;
- José Costa (1973-), basketteur portugais ;
- Ticha Penicheiro (1974-), basketteuse portugaise ;
- Rui Cordeiro (1976-), joueur portugais de rugby à XV ;
- Hugo Almeida (1984-), footballeur portugais ;
- Jaren Sina (1994-), basketteur de nationalité kosovare et américaine.